# Hercostomus intercedens
Hercostomus intercedens är en tvåvingeart som beskrevs av Grichanov 2004. Hercostomus intercedens ingår i släktet Hercostomus och familjen styltflugor. Inga underarter finns listade i Catalogue of Life.